# Парша яблони

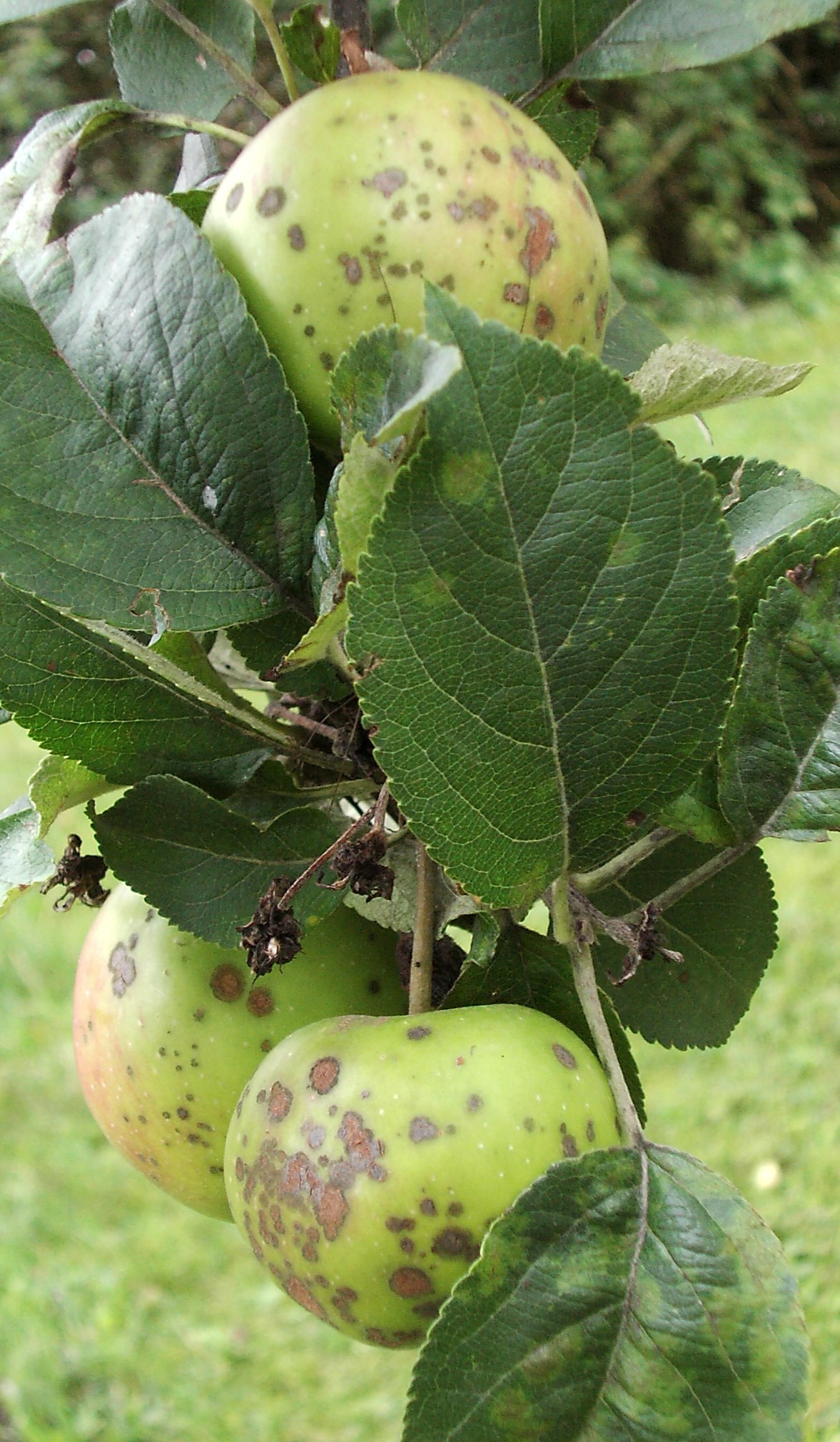
Яблоня, поражённая паршой

Парша́ я́блони — заболевание и повреждения на листьях и плодах яблони, вызываемые сумчатым грибом Venturia inaequalis. Парша широко распространена в умеренном климате, особенно в районах с холодной влажной весной. В благоприятные для развития гриба годы она сильно снижает качество и урожай яблок.

## Исторические сведения
В научной и иной литературе упоминание о парше яблони не встречается до 1819 года, когда Э. Фрис описал Spilocaea pomi — анаморфоную форму гриба Venturia inaequalis. Однако о существовании этого заболевания в Европе в более ранние времена можно судить по картине Караваджо «Ужин в Эммаусе», написанной в 1601 году. В корзине с фруктами, несущими, в том числе, и символическую нагрузку, намеренно на виду лежит яблоко с характерными для парши повреждениями.

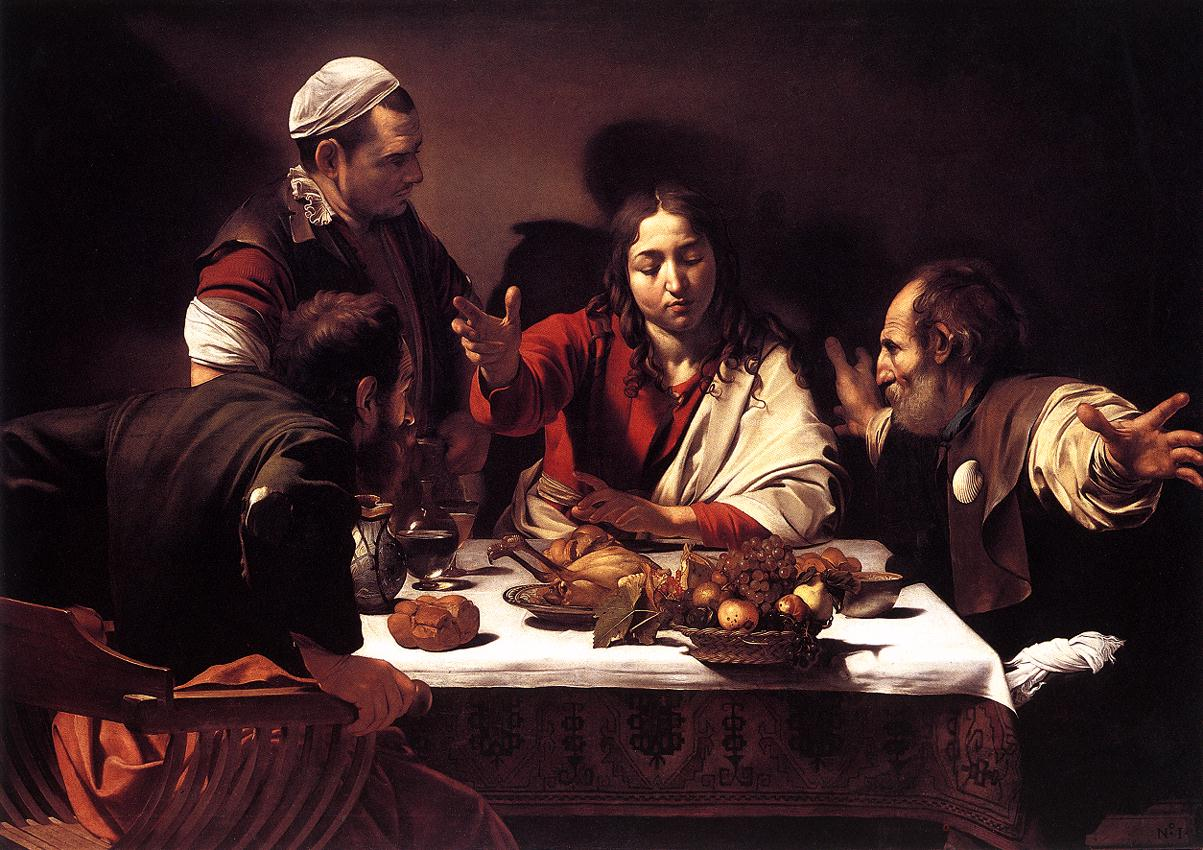
На холсте Караваджо «Ужин в Эммаусе» (ок. 1600) яблоко с характерными для парши повреждениями

Вплоть до XIX века парша не была большой проблемой для садоводов, что объяснялось, прежде всего, выращиванием яблок больше для собственного потребления чем для продажи. В связи с этим не было и больших промышленных садов, где на минимальном расстоянии высажено много деревьев с одинаковым генотипом. В старину яблони сажались на большом расстоянии среди других плодовых культур. Такая схема размещения не способствовала сильному развитию возбудителя. В условиях промышленного садоводства с рядовой посадкой унифицированных по генотипу деревьев создаются наиболее благоприятные условия для развития парши.

## Развитие и симптомы поражения паршой
Возбудитель парши зимует в стадии незрелых плодовых тел (псевдотециев), которые ещё осенью образуются на опавших листьях и плодах. Рассеивание спор совпадает с началом роста побегов яблони. Слизистая оболочка спор способствует прикреплению к листу. Для прорастания необходима влага. Спора прорастает в пространство между кутикулой и эпидермисом. Дальнейшее распространение внутрь тканей листа не происходит. Наиболее восприимчивы к заражению молодые листья, находящиеся на верхушке растущего побега. Через 2-3 недели гриб переходит к конидиальной стадии — с помощью конидий происходит вторичное заражение листьев кроны. Наиболее интенсивно рост конидий происходит при температуре около 20 градусов. В это время на листьях образуются хорошо заметные светло-оливковые пятна. По мере разрастания середина пятна буреет и растрескивается, что способствует заражению гнилями. Завязи, цветоножки, молодые побеги также поражаются паршой.
Когда листья опадают, гриб продолжает развиваться как сапротроф. В это время закладываются псевдотеции, в которых весной образуются аскоспоры.

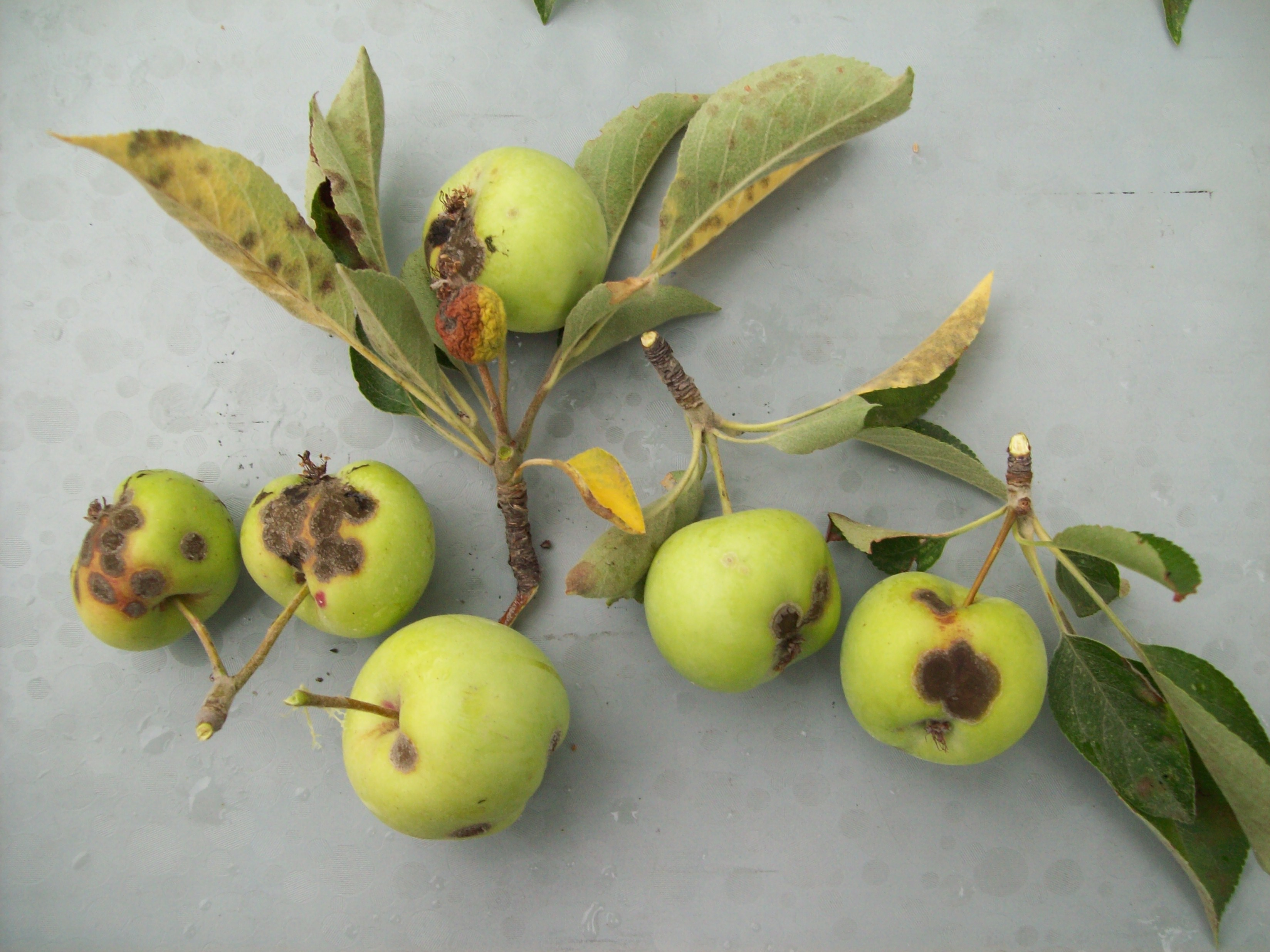
Парша в начале завязывания плодов.

## Распространение и экология
Парша распространена повсюду, где растут разные виды яблони. В регионах с дождливым летом один раз в два года поражение может составлять 90-100 %. К таким районам в России относятся северо-западные области, регионы Северного Кавказа. Чем жарче и суше лето, тем реже бывают годы сильного развития болезни.

## Хозяйственное значение и меры защиты
Сильное развитие парши почти никогда не бывает губительным для яблони, но может заметно снизить урожайность (уменьшается количество и вес плодов) и качество плодов. Плоды мельчают, становятся непривлекательными, уродливой формы, со сниженным содержанием витаминов.
Меры защиты включают в себя профилактические и лечебные мероприятия. Профилактика заключается в подборе устойчивых сортов, разреженной посадке, уничтожении источников инфекции. Для этого необходимо осенью убирать опавшие листья. В период развития первичной инфекции возможно использование фунгицидов. Доза фунгицидов корректируется в зависимости от стадии созревания плодов.
Устойчивость к парше контролируется 15 разными генами. С помощью традиционных методов селекции или методов генной инженерии эти гены возможно вводить в новые сорта.